# Eva Algarra Bonet
Eva Algarra Bonet   (Barcelona, 1956 - 2 de febrer de 1999) fou una periodista catalana. Va ser la primera cap dels Serveis Informatius de Catalunya Ràdio, els anys 1983-1984.
Llicenciada en Filologia Hispànica a la Universitat de Barcelona el 1978. Tenia el número 7.764 a l’antic Registro Oficial de Periodistas i va ser la col·legiada número 83.001 del Col·legi de Periodistes de Catalunya
Inicià la seva carrera periodística al diari El Correo Catalán, a Radio Nacional de España a Catalunya i a RTVE Catalunya. També va ser col·laboradora de les publicacions Mediterráneo, Athena i Tele Radio. Del 1976 al 1983 va treballar als serveis informatius de Ràdio 4. En el període 1983-184 va dirigir els serveis informatius de Catalunya Ràdio. En aquesta mateixa emissora va presentar el programa “Fil directe”.
Va ser la responsable de comunicació del govern de la Generalitat de Catalunya durant quatre anys (1984-1988). En acabar aquesta etapa torna a Catalunya Ràdio i exerceix com a corresponsal a Ginebra, Londres i Washington per a diversos mitjans, com per exemple el diari Avui o els Annals del periodisme català.
A finals de 1998, l’any que torna a Barcelona, li diagnostiquen una greu malaltia i mor el 3 de febrer de 1999. Era mare de dues nenes i estava casada amb el periodista Carlos Martos, llavors subdirector de l'Agència EFE a Catalunya. Era germana de Xavier Algarra, també periodista.